# Battaglia di Stralsunda (1628)
La battaglia di Stralsunda, o assedio di Stralsunda, si verificò nel 1628, a partire da maggio, nel corso della fase danese della guerra dei trent'anni. Dopo che la Danimarca era stata duramente sconfitta dalle forze cattoliche nella battaglia di Lutter, l'esercito imperiale al comando di Albrecht von Wallenstein procedette alla conquista della costa meridionale del mar Baltico.
Wallenstein operò quindi pressioni sul duca di Pomerania affinché concedesse l'ingresso di guarnigioni imperiali nelle principali città costiere. Un'analoga richiesta fu rivolta alla città di Stralsunda, anch'essa città ducale, ma con privilegi ed autonomie particolari. Orgogliosamente la città anseatica non accettò ricatti. Sdegnato il Wallenstein inviò quindi un esercito con lo scopo di ammorbidire le resistenze. La stessa Lega Anseatica provò ad offrire 60 000 talleri purché la città non subisse ritorsioni. Il generalissimo non si fece corrompere ed il 6 luglio del 1628 apparve di persona davanti alle mura della città ribelle, oramai considerata l'ultimo baluardo del protestantesimo. Essa fu premurosamente ed energicamente soccorsa dai danesi, ma soprattutto dalla Svezia. Gustavo Adolfo, infatti firmò in aprile un'alleanza difensiva con Cristiano, suo rivale di un tempo. Con l'eroica città, il re svedese concluse un'alleanza per vent'anni. La conformazione della città, per metà sul mare un po' come Venezia, per parte sua gli assicurava una buona difesa, dato che sul mare e nella rada antistante dominavano le flotte scandinave.
Ciononostante Wallenstein condusse un buon numero di soldati per garantirsi il successo nell'assedio. Si afferma che di fronte all'ostinazione dei borgomastri manifestata durante i contatti avuti, abbia pronunciato: “La città dovrà cedere, anche se fosse legata con catene al cielo”.

## Svolgimento delle operazioni
L'assedio era partito all'inizio dell'anno, durante gli accordi preliminari volti ad ottenere per via pacifica una soluzione alle richieste imperiali, stimate allora in 100 000 talleri. Mentre i dignitari della città andavano e venivano per discutere la cosa, il luogotenente di Wallenstein, Hans Georg Von Arnim, con un colpo di mano occupava l'isolotto di Danholm, posto di fronte alle mura di Stralsunda ed iniziava a preparare le trincee per le artiglierie. La fiducia nei negoziati venne meno, ed anche i cittadini circondati si attivarono per rinforzare bastioni ed arruolare milizie. Cominciarono quindi regolari cannoneggiamenti che misero subito in grande difficoltà i difensori. Alcuni messi delle città presero la via del mare per chieder urgenti aiuti ai re scandinavi.
Intervenne per prima la Danimarca che fornì un reggimento di scozzesi, e altri uomini danesi e tedeschi per un totale di 1000 soldati al comando di Heinrich Holk. Questi diedero respiro alla città che così difesa poteva far fronte all'assedio. Wallenstein, resosi conto dell'ostinata resistenza, si decise ad attaccarli sul serio, inviò quindi tre reggimenti e nuove artiglierie richieste al duca di Pomerania. Contemporaneamente, cercava una via d'uscita da quel vespaio; si rendeva conto che la città non valeva lo sforzo profuso per la sua cattura, e avanzava richieste relativamente modeste, limitate all'accettazione di una guarnigione. L'arrivo di Holk mise fine a qualsiasi mediazione, rafforzata poi con l'arrivo degli svedesi il 30 giugno: otto navi ed un altro migliaio di uomini. Con essi iniziava, si poteva dire, anche la guerra “svedese”.
Gli svedesi stipularono come detto un'alleanza con la città attraverso precise clausole che, ben manipolate, ridussero infine la città a colonia svedese, dopo che si era rifiutata di esserlo dell'impero. Qualche giorno dopo la firma del trattato con la Svezia, Wallenstein in persona prendeva il comando delle operazioni. Disponeva di 25 000 uomini e cannoni sufficienti. Diede quindi subito il via all'assalto. Fu uno scontro terribile: due giorni e due notti di bombardamento continuato, con gli attacchi delle fanterie che iniziavano sempre dopo la mezzanotte, concentrate su due delle quattro porte della città. Fuoco e fiamme si rovesciavano sui bastioni, palle di moschetto, cannonate che stracciavano le carni degli uomini coinvolti, lamenti dei moribondi, mezzi annegati nelle acque della rada. La seconda notte d'assalto alcune fortificazioni esterne caddero finalmente nelle mani degli imperiali. Un terzo assalto sarebbe stato fatale alla città. Il senato cittadino impiegò quindi il giorno successivo alla ricerca di una disperata soluzione. Ne tentò due: una lettera invocante clemenza a Wallenstein, ed una nettamente all'opposto a Gustavo Adolfo, implorante l'invio immediato di soccorso.
Nel frattempo nell'inquieto e misterioso animo di Wallenstein iniziava il ripudio per questa vicenda. In sostanza non gli interessava la città, preferiva notevolmente che la stessa fosse disposta al trattato e quindi accettò i colloqui con i maggiorenti di Stralsund. Le trattative si svolsero all'insegna di un'accentuata gentilezza e pazienza da parte del generalissimo, che ora si accontentava davvero di poco: un semplice giuramento di fedeltà all'impero da parte di una guarnigione, stavolta solamente cittadina. Una soluzione molto favorevole, richieste eccezionalmente miti per l'esausta città, che però finì con non accettarle per svariati motivi: in primo luogo perché a comandare a Stralsund erano ora gli stranieri, e gli svedesi e danesi in guerra con l'imperatore non potevano arrendersi.
Finiti i colloqui, Wallenstein offrì loro una breve tregua al termine della quale si ricominciò a sparare per diverse giornate, ma cessarono anche gli assalti notturni, gli unici che erano sembrati efficaci per giungere ad una soluzione armata. Il duca di Friedland aveva in ogni modo già deciso, voleva togliersi dal quel ginepraio. Le perdite subite sfioravano i 10 000 uomini, e l'avversario danese, il re Cristiano si stava muovendo proprio verso il “suo” Meclemburgo. Lasciò quindi Arnim per qualche giorno ancora davanti alla città ed il 25 luglio partì con gran parte del suo esercito incontro al re Cristiano. Poco tempo dopo anche Arnim smontò il gigantesco apparato d'assedio e raggiunse il suo generale.

## Conclusione
La città giubilava, la popolazione liberata si diede al saccheggio di ciò che poteva sull'isolotto di Danholm. La liberazione fu accompagnata da versi satirici nei confronti del beffato Wallenstein: “Hai proprio dimenticato il tuo Dio, osando così malvagiamente, abbattere la città buona, benché legata con catene al cielo, avresti voluto raderla al suolo e annientarla. Davanti a Stralsund il fulmine ti ha colpito ”.
Questo fatto rese la città la prima base operativa della lotta all'imperatore, i mercenari danesi si allontanarono gli svedesi ne presero possesso e ne fecero una loro base con 5 000 uomini ed un governatore. Non servì molto tempo agli sfortunati abitanti della città anseatica per rendersi conto di aver salvato ed insieme perduto la loro indipendenza.